# مایکل کیدرون
مایکل کیدرون (به انگلیسی: Michael Kidron) درگذشت ۲۰۰۳- زاده ۱۹۳۰ تئوریسین و رهبر «گروه بازنگری سوسیالیست بریتانیا» و جانشین آن «سوسیالیست‌های بین‌المللی» است.
مایکل کیدرون، سردبیر چندین نشریه از جمله «پلوتو پرس» بود.